# سیارک ۱۲۰۱
سیارک ۱۲۰۱ (به انگلیسی: 1201 Strenua، نامگذاری:1931RK) هزار و دویست و یکمین سیارک کشف شده‌است که در ۱۴ سپتامبر ۱۹۳۱ و در هایدلبرگ کشف شد.
قدر مطلق سیارک برابر ۱۱٫۴۰ است.